# 더 블랙
더 블랙은 2010년에 결성된 대한민국의 3인조 그룹이다.

## 음반 목록
더 블랙 1기 (이소민, 장진영)
- 《#2010-Never Again#002》 (2010년)

### 참여 음반
- 《디아 - 울어도 울어도 》 (2010년)
- 〈D.bridge〉 (Feat. 더 블랙)

더 블랙 2기 (이소민, 조형진, 원우)
- 《Cry (외쳐본다)》 (2013년)
- 《아니야》 (2014년)
- 《오늘도 그 날 그 시간이야》 (2014년)
- 《니 생각이 나 (아주 잠깐 빼고)》 (2015년)
- 《Blowin' My Mind》(2015년)
- 《Uptown Girl》(2015년)
- 《THE BLACK》(2016년)

## 같이 보이
- 블랙 비트